# Napszállta
Napszállta (Engels: Sunset) is een Hongaarse film uit 2018, geregisseerd door László Nemes.

## Verhaal
In 1913 werd Boedapest beschouwd als het hart van Europa. De twintigjarige Írisz Leiter komt in de Hongaarse hoofdstad aan nadat ze haar jeugd in een weeshuis heeft doorgebracht, in de hoop te kunnen werken als hoedenmaker in de bekende hoedenwinkel van haar overleden ouders. Ze wordt geconfronteerd met haar verleden waarbij ze op duistere geheimen in haar familie stuit.

## Rolverdeling
| Acteur         | Personage    |
| -------------- | ------------ |
| Juli Jakab     | Írisz Leiter |
| Vlad Ivanov    | Oszkár Brill |
| Evelin Dobos   | Zelma        |
| Marcin Czarnik | Sándor       |
| Levente Molnár | Gaspar       |

## Productie
De film ontving 5 miljoen euro steun van het Hongaarse Nationale Filmfonds en het project wordt geproduceerd door Gabor Sipos en Gabor Rajna via de Laokoon Filmgroup. Juli Jakab, de jonge hoofdrolspeelster, werd gekozen uit meer dan duizend Hongaarse actrices. De filmopnamen gingen van start op 12 juni 2017 in Hongarije en duurden 11 weken.

### Release en ontvangst
Sunset ging op 2 september 2018 in première op het Filmfestival van Venetië. De film kreeg gemengde kritieken van de filmcritici met een score van 50% op Rotten Tomatoes, gebaseerd op 14 beoordelingen.
De film werd geselecteerd als Hongaarse inzending voor de beste niet-Engelstalige film voor de 91ste Oscaruitreiking.